# Seleção Venezuelana de Futebol Sub-15
A Seleção Venezuelana de Futebol Sub-15, também conhecida por Venezuela Sub-15, é a seleção venezuelana de futebol formada por jogadores com idade inferior a 15 anos.
A seleção Venezuelana de futebol sub-15 participa a cada dois anos no Campeonato Sul-Americano de Futebol Sub-15. Sua melhor participação no sul-americano foi na edição de 2004, quando chegou às quartas de final desse torneio.